# Plicatellopsis flabellata
Plicatellopsis flabellata är en svampdjursart som beskrevs av Burton 1932. Plicatellopsis flabellata ingår i släktet Plicatellopsis och familjen Suberitidae. Inga underarter finns listade i Catalogue of Life.